# 艾琳·烏丹加林
艾琳·烏丹加林-波旁（Irene de Todos los Santos Urdangarín y de Borbón，2005年6月5日—），是西班牙王室的成員之一。她是西班牙國王胡安·卡洛斯一世與王后索菲亞的外孫女，恩納基·烏丹加林與克里斯蒂娜公主所生的幼女，也是西班牙王位的繼承人之一。